# Il faut marier papa

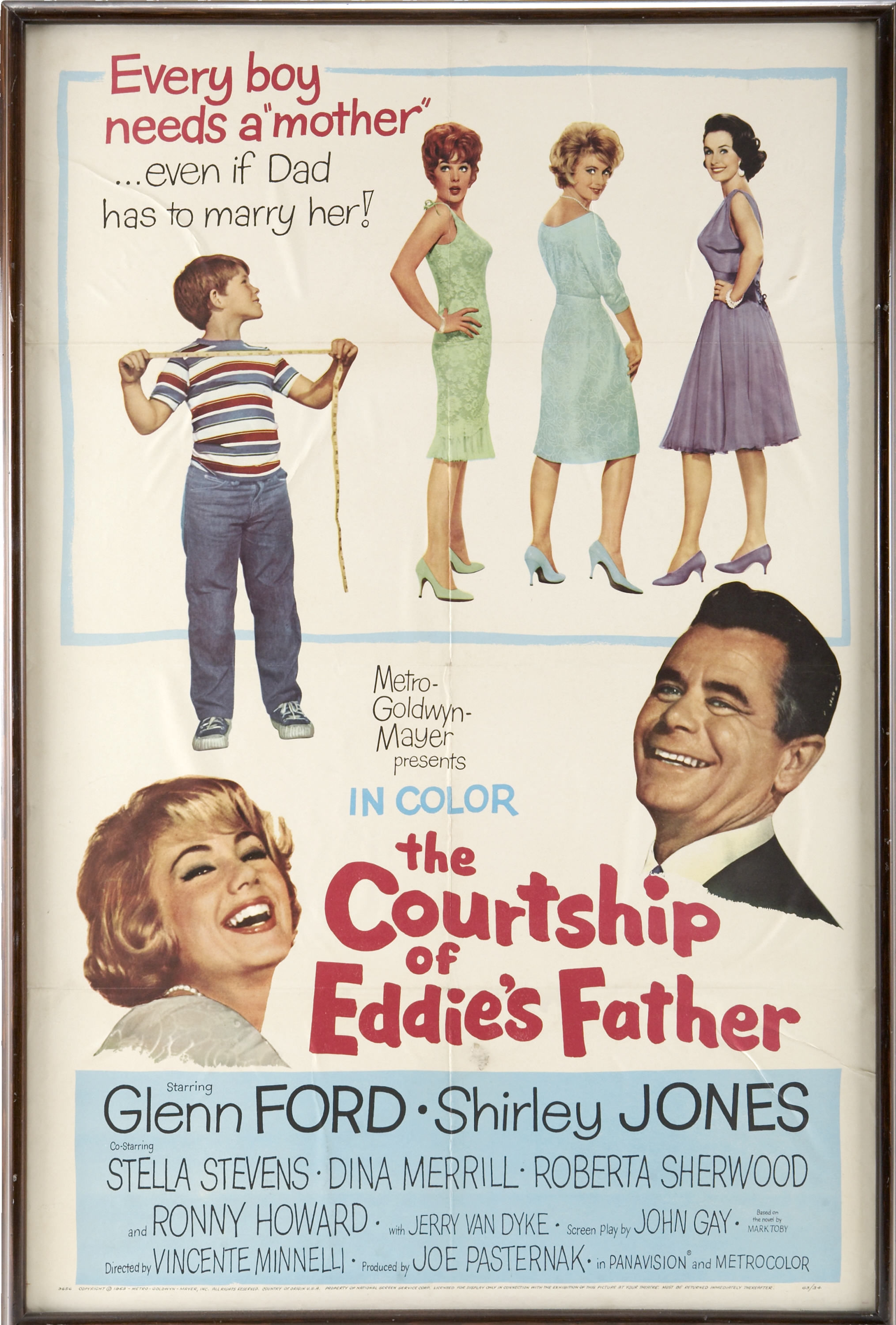
Affiche américaine dIl faut marier papa.

Il faut marier papa (The Courtship of Eddie's Father) est un film américain de Vincente Minnelli, sorti en 1963.

## Fiche technique
- Titre original : The Courtship of Eddie's Father
- Titre français : Il faut marier papa
- Réalisation : Vincente Minnelli
- Scénario : John Gay, d'après  le roman de Mark Toby
- Direction artistique : George W. Davis, Urie McCleary
- Décors : Henry Grace, Keogh Gleason
- Costumes : Helen Rose
- Photographie : Milton Krasner
- Son : Franklin Milton
- Montage : Adrienne Fazan
- Musique : Stella Unger, Victor Young
- Production : Joe Pasternak
- Société(s) de production : Euterpe, Inc., Venice Productions
- Société(s) de distribution :  Metro-Goldwyn-Mayer, Inc.
- Pays d’origine :  États-Unis
- Langue : anglais
- Format : Couleurs (Metrocolor) - 35 mm - 2,35:1 -  Son Mono
- Genre : Comédie
- Durée : 117 minutes
- Date de sortie :
  - États-Unis : 6 mars 1963 (première à New-York)

## Distribution
- Glenn Ford  (VF : Roland Ménard) : Tom Corbett
- Ron Howard (crédité Ronny Howard) : Eddie, le fils de Tom
- Shirley Jones  (VF : Janine Freson) : Elizabeth Marten
- Dina Merrill  (VF : Nadine Alari) : Rita Behrens
- Stella Stevens  (VF : Michèle Bardollet) : Dollye Daly
- Jerry Van Dyke (VF : Michel Roux)  : Norman Jones
- Roberta Sherwood  (VF : Lita Recio) : Mme Livingston